# Josef von Schmerling
Josef von Schmerling (německy Joseph Reichsritter und Edler von Schmerling) (8. prosince 1806 Hietzing – 8. září 1884 Bad Aussee) byl rakousko-uherský generál. V armádě sloužil od roku 1828, vyznamenal se především v bojích revolučních let 1848–1849, kdy rychle postupoval v hodnostech. Ve vojsku nakonec dosáhl hodnosti polního zbrojmistra (1868) a v letech 1868–1878 byl zástupcem vrchního velitele c. k. zeměbrany. Po odchodu do výslužby byl jmenován členem Panské sněmovny. Jeho starším bratrem byl významný rakouský politik Anton von Schmerling.

## Životopis

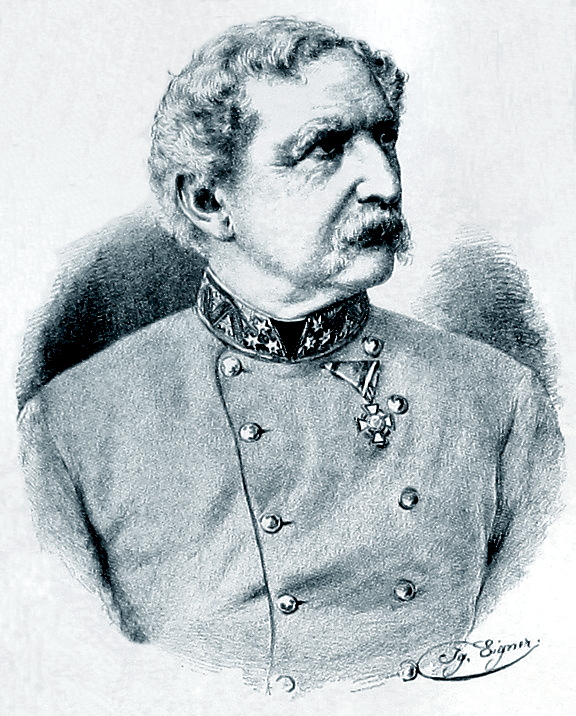
Polní zbrojmistr Josef von Schmerling (1868)

Pocházel ze staré rodiny povýšené v roce 1707 do šlechtického stavu s titulem rytíř. Narodil se jako druhý z pěti synů apelačního rady Josefa Schmerlinga (1774–1828), matka Elisabeth (1784–1851) byla dcerou významného právníka a rektora vídeňské univerzity Franze von Zeillera. Josef po absolvování gymnázia studoval filozofii a práva na univerzitě ve Vídni, ale v roce 1828 vstoupil do armády. Začínal jako praporčík u 7. pěšího pluku, poté sloužil u různých posádek a rychle postupoval v hodnostech (poručík 1831, nadporučík 1833). Několik let sloužil v Brně, kde byl v roce 1839 povýšen na kapitána, později byl přeložen do Itálie a sloužil v Miláně.
Vyznamenal se v revolučních letech 1848–1849, kdy pod maršálem Radeckým bojoval v Itálii. Vyznamenal se v bitvě u Novary (1849), nedlouho poté byl pod ním u pevnosti Croce Bianca zastřelen kůň. Během revoluce byl povýšen na majora (1848), podplukovníka (1848) a plukovníka (1849), byl náčelníkem štábu II. armády a poté krátce velitelem brigády v Praze. V roce 1850 dosáhl hodnosti generálmajora a jako zplonomocněnec byl vyslán k vojenskému výboru Německého spolku ve Frankfurtu. Zde byl současně velitelem brigády spolkového vojska a jako diplomat setrval ve Frankfurtu do roku 1858.

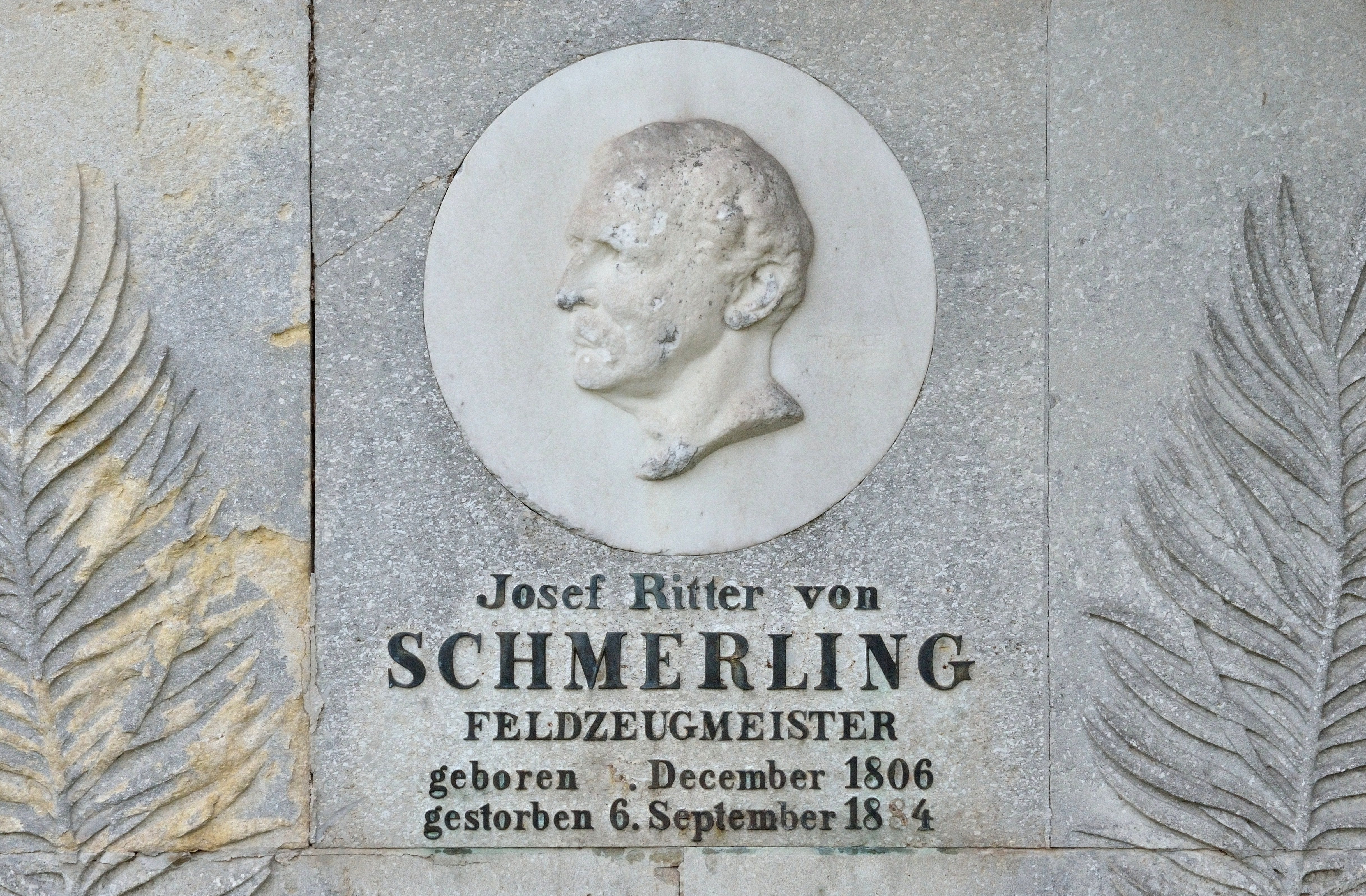
Hrobka Josefa Schmerlinga na hřbitově v Hietzingu

V roce 1858 byl povýšen na polního podmaršála a jmenován velitelem pevností v Rastattu a Mohuči. V letech 1859–1860 byl přednostou vojenské kanceláře vrchního velitele armády arcivévody Viléma. Poté byl přeložen na ministerstvo války, kde v letech 1861–1862 zastával funkci náměstka ministra. V letech 1862–1866 byl velitelem VII. armádního sboru v Trevisu, mezitím během polského povstání v roce 1863 dočasně působil v Haliči. Od léta do prosince 1865 byl kromě Trevisa současně velitelem ve Veroně. Kvůli zlomenině nohy na velitelský post rezignoval v květnu 1866. Do aktivní služby se vrátil v roce 1867 jako vrchní velitel v Banátu se sídlem v Temešváru. V roce 1868 dosáhl hodnosti polního zbrojmistra a ve spolupráci s arcivévodou Rainerem pomáhal zorganizovat nově zřízenou vojenskou složku c. k. zeměbrany. V letech 1868–1878 byl zástupcem vrchního velitele zeměbrany arcivévody Rainera. K datu 19. října 1878 byl penzionován.
Zemřel v Bad Aussee 8. září 1884 ve věku 78 let, pohřben byl na hřbitově v Hietzingu.

### Tituly a ocenění
V roce 1859 byl jmenován c. k. tajným radou s nárokem na oslovení Excelence. Od roku 1860 byl čestným majitelem pěšího pluku č. 67. Po odchodu do výslužby byl jmenován doživotním členem rakouské Panské sněmovny (1879). Během vojenské služby obdržel řadu vyznamenání, jak rakouských, tak zahraničních, a to především v souvislosti s dlouholetým diplomatickým působením ve Frankfurtu. Za aktivní účast ve válkách byl nositelem rytířského kříže a velkokříže Leopoldova řádu (obojí s válečnou dekorací), nositelem Vojenského záslužného kříže, v Rakousku dále obdržel Řád železné koruny I. třídy a rytířský kříž Řádu Františka Josefa. Od zahraničních panovníků získal pruský Řád červené orlice I. třídy s brilianty, velkokříž hesenského Vilémova řádu, lucemburského Řádu dubové koruny, dále byl komandérem bádenského Řádu zähringenského lva a belgického Leopoldova řádu.

### Rodina
Všichni Josefovi sourozenci dosáhli vysokého postavení v různých sférách veřejného života. Mladší bratr Rainer von Schmerling (1810–1892) vystudoval medicínu, později byl osobním lékařem arcivévody Albrechta a získal titul dvorního rady. Další bratr Moritz von Schmerling (1822–1882) byl právníkem a v letech 1867–1882 prezidentem správního soudního dvora. Ze sourozenců nejvíce vynikl nejstarší bratr Anton von Schmerling (1805–1893), který dlouhodobě působil v politice, v letech 1860–1865 byl státním ministrem a nakonec prezidentem nejvyššího soudního dvora.